# Battue
Battue er en jagtstrategi udviklet i forhistorisk tid – såkaldt ældre og mellempalæolitisk tid (2,5 millioner - 30.000 f.v.t) – "hvor dyrerne blev drevet ned i bjergkløfter eller ud fra klipper" eller i retning af andre jægere, der stod klar.
Dette kan bl.a. ske ved at slå på træer og buske, så dyrerne skræmmes væk fra deres ellers vante tilholdssteder, som det også kendes fra klapjagt af fasaner.